# Morgenster (plantage)
Morgenster, ook wel Morgenstar of  De Morgenster, is een voormalige koffieplantage langs de Saramaccarivier in Suriname, gelegen tussen de plantages Johanna Catharina en De Eendragt.
In de volksmond werd de plantage Leysnari genoemd, naar de eigenaar Jan Isaac Leysner, van Duitse komaf en procurerend advocaat aan het hof van justitie in Paramaribo. Deze bezat ook de plantage Nieuw-Weergevonden (Leysnari Boiti) een hout- en kweekgrond aan het Pad van Wanica (de huidige Indira Gandhiweg) en de zg Nieuwgrond van Leysner (Njoegron) aan hetzelfde pad.
In 1825 waren er 106 slaven werkzaam op de plantage De Morgenstar. Zie het digitaal Nationaal Archief NL /nr.323 /Register der Plantaadjen /Grootboek/ Hoofdgeld/ Slaven. 
In 1832 was Morgenster 1.000 akkers groot (430 Hectare). Het is niet bekend tot wanneer deze plantage gefunctioneerd heeft. 
Achtereenvolgende eigenaren waren:
- 1819: J.J. Leysner
- 1827: De erven Philip Samuel, Carèl Jacobus en Jean Jaques Leysner
- 1831: N.G. Vlier
- 1863: J.P.L. Weimann en F. Boeddinghaus

## Achternamen
Bij de afschaffing van de slavernij in 1863 zijn op Morgenster twaalf familienamen geboekstaafd, opmerkelijkerwijs allen naar Hollandse plaatsnamen:
- Amsterdam
- Baarn
- Dam
- Edam
- Helder (de)
- Hoorn
- Mos
- Muiden
- Naarden
- Rijp (de)
- Sloote
- Weesp